# Jimmy Muindi
Jimmy Muindi (auch: Jimmy Mwangangi Muindi; * 14. August 1973) ist ein kenianischer Langstreckenläufer, der sich auf den Marathon spezialisiert hat.
Die meisten seiner Erfolge errang er beim Honolulu-Marathon, bei dem er 13 Jahre in Folge einen der ersten drei Plätze belegte, mit sechs Siegen (1999, 2000, 2003–2005, 2007), vier zweiten (1996, 1997, 2002, 2006) und drei dritten Plätzen (1995, 1998, 2001). 
2005 siegte er beim Rotterdam-Marathon in seiner Bestzeit von 2:07:50. 2002 wurde er Fünfter beim Berlin-Marathon. Beim Chicago-Marathon wurde er 2003 Fünfter, 2004 Vierter und 2006 Dritter.